# Bergepanzer Büffel
Bergepanzer Büffel eller även Bergepanzer 3 (BPz3) (engelska: Armoured recovery vehicle (ARV)) är en bärgningsbandvagn (även benämnd stridsvagnsbärgare) konstruerad i Tyskland och som baserar sig på stridsvagnen Leopard 2. Vagnen är ursprungligen utvecklad i ett samarbete mellan Tyskland och Nederländerna, och bygger på Leopard 2 A4 chassi. Sedan har konceptet antagits och nyttjats av fler länder som använder Leopard 2, däribland Schweiz och Sverige. Vagnen som levererats till Sverige har genomgått några modifieringar.

## Användning i Sverige
Av Försvarsmakten benämns fordonet Bärgningsbandvagn 120 (Bgbv 120) och det är en bärgningsvagn till först och främst stridsvagn 121/122. Då Bgbv 120 tillhör Leopard 2-familjen har den många vitala komponenter gemensamma med strv 121/122. Bgbv 120 har tre mans besättning; vagnchef tillika skytt, förare tillika vinsch-/kranskötare och en bärgningsman. Hela besättningen sitter i ett gemensamt besättningsutrymme på vänster sida.
Bgbv 120 beställdes i halvårsskiftet 1999 en av de sista dagarna den omförhandlade optionen var giltig. I en första omgång beställdes 10 st därefter har ytterligare fyra stycken beställts. Totalt är det tio kompletta vagnar samt fyra utbildningsvagnar utan motoraggregat.

### Leverans
Leverans av den första bgbv 120 ägde rum den 6 juni 2002 och den sista levererades till FMV i november 2003. Under 2011 mottog Försvarsmakten fyra stycken Stridsvagn 122B och en bärgningsbandvagn 120B, vilka i grunden är befintliga vagnar som modifierats.

## Beväpning
Fordonet har en 7,62 mm kulspruta av typen ksp 58. Den är monterad i en lavett, som gör det möjligt för vagnchefen att skjuta med vapnet under splitterskydd. Även rökkastarna finns (Galix) – 15 till antalet. Vapenvaggan är förberedd för antingen en tung kulspruta 12,7 eller en granatspruta 40 mm.

## Bärgarkapacitet
- Dragkraft huvudvinsch: 35 ton enkel part
- Faktisk max dragkraft: 98 ton trepart

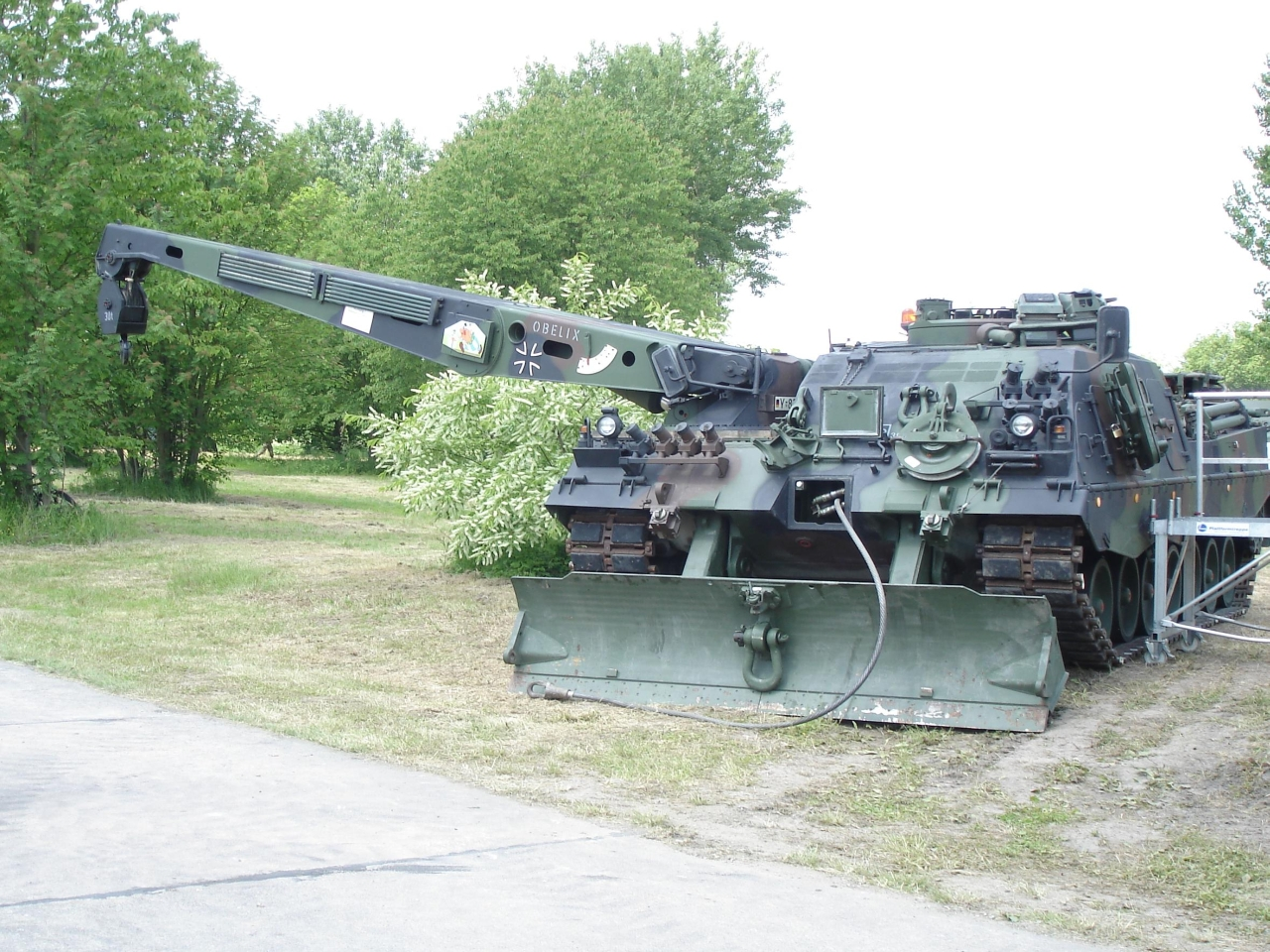
Bergepanzer Büffel, framifrån

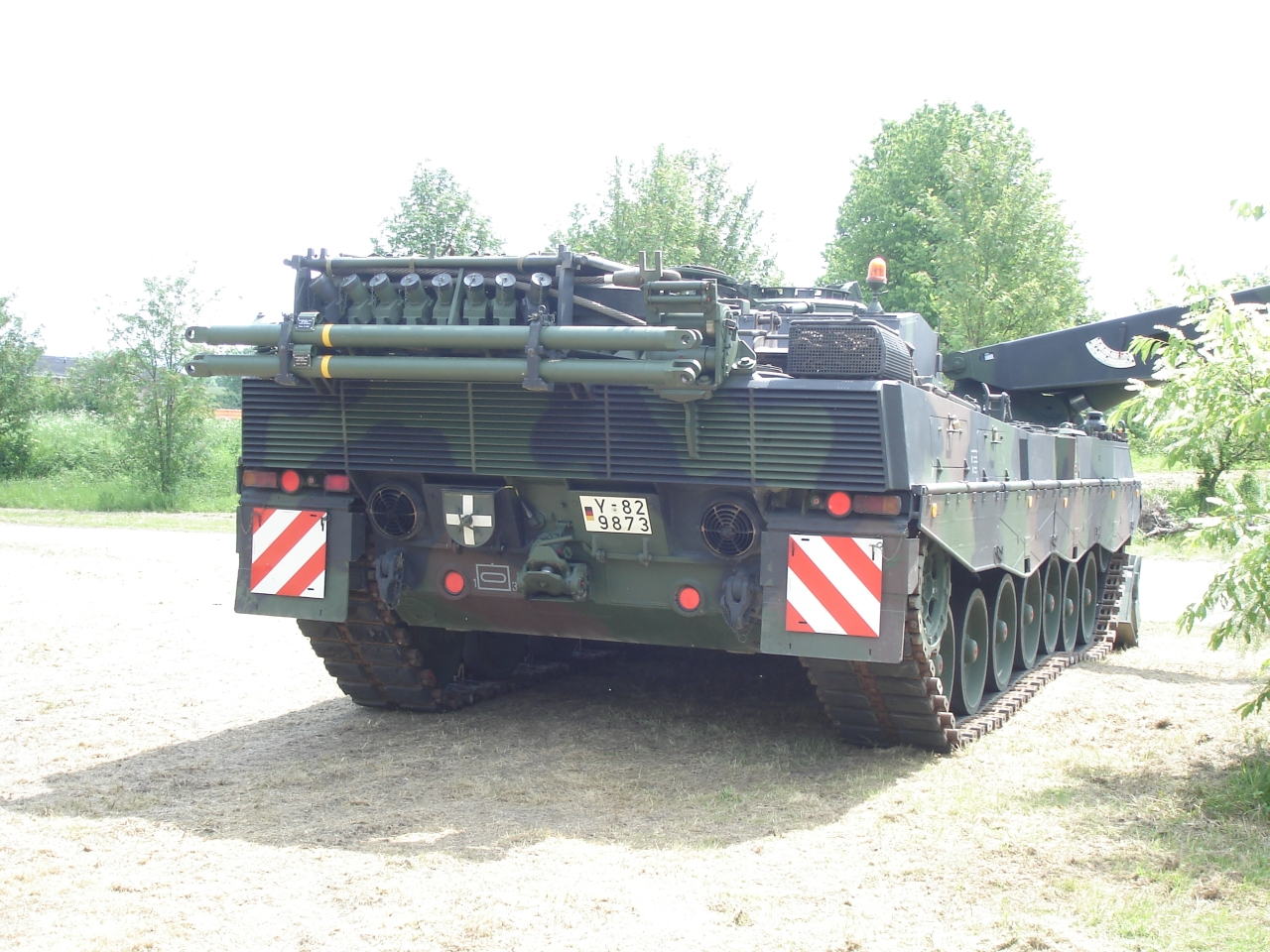
Bergepanzer Büffel, bakifrån

- Dragkraft hjälpvinsch: 1,5 ton
- Lyftkapacitet: 30 ton